# Matzuca
El bandon de Matzouka (en griego: Ματζούκας Βάνδον) fue una de las bandas del Imperio de Trebisonda. A pesar de que no hay ninguna mención de ella durante el período bizantino medio, bien podría haber sido un bandon del thema bizantino de Caldia, ya que se sabe que las subdivisiones administrativas de la época bizantina fueron hechas en criterios geomorfológicos y constituyen la base de una de las subdivisiones administrativas de la moderna provincia de Trebisonda.
El bandon de Matzouka ocupó la región sur y suroeste de la ciudad de Trebisonda. Debido a su ubicación estratégica, fue el baluarte de la capital del Gran Comneno. La economía de la región estaba basada en la agricultura y la ganadería y sus tropas tenían la fama de ser valientes y resistentes.